# Alagoashocko
Alagoashocko (Mitu mitu) är en fågel i familjen trädhöns inom ordningen hönsfåglar. Den förekom tidigare i Brasilien men är utdöd i vilt tillstånd.

## Utseende och läte
Alagoashockon är en stor (83-89 cm) och svart trädhöna med kaskliknande näbb. Fjäderdräkten är blålilaglänsande helsvart förutom kastanjebrunt på undergump och undre stjärttäckare, och stjärten är smalt brunspetsad. Den något svullna näbben är röd med vitaktig spets, benen är röda och ögat är rödbrunt. Små halvmånar med bar gråvit hud syns på bakre örontäckarna. Lätet har inte beskrivits, men hanar ska ha samma dånande sång som sina närmaste släktingar.

## Utbredning och systematik
Fågeln förekom i kustområden i Alagoas i östra Brasilien, men är utdöd i det vilda. På grund av osäkerhet kring dess taxonomiska status har den tidigare ibland kategoriserats som en underart av den mycket vanligare knivhockon. 

## Hot och status
IUCN kategoriserar alagoashockon som utdöd i vilt tillstånd. och den dog ut på grund av avskogning och jakt. Den sista kända vilda individen dödades på 1980-talet. Populationen som föds upp i fångenskap är till stora delar hybridiserad med knivhockon och det finns bara ett dussintal ohybridiserade alagoashocko kvar i världen. Dessa hålls och föds upp av två privatdrivna professionella fågelanläggningar i Brasilien på grund av ointresse från officiellt håll vilket är ett resultat av tvivlen som rört artens taxonomiska status.[källa behövs]